# Louis Chéry
Louis Chéry, né en 1790 à Thionville et mort le 8 janvier 1871 à Paris, est un peintre français.

## Biographie
Élève de Pierre Bouillon et de David, il expose au Salon de 1843 à 1851.
Il meurt célibataire à son domicile de la rue de Sèvres, à l'âge de 81 ans. 

## Œuvres exposées aux Salons parisiens
- Cheval au vert, au Salon de 1843
- Ecurie, au Salon de 1848
- Portrait d’enfant, au Salon de 1849
- Portrait d’enfant, au Salon de 1850